# Plumasicola orghidani
Plumasicola orghidani är en kräftdjursart som beskrevs av Albert Vandel 1981. Plumasicola orghidani ingår i släktet Plumasicola och familjen Philosciidae. Inga underarter finns listade i Catalogue of Life.